# الشهامة (أبو ظبي)
'مدينة الشهامة'مدينة الشهامة ؛هي مدينة تابعة لضواحي مدينة ابوظبي في إمارة أبوظبي في دولة الإمارات العربية المتحدة.
تقع على أطراف إمارة أبوظبي، وعلى مقربة من عدة مناطق بارزة في الإمارة، مثل الباهية والرحبة، كما ترتبط بعدة شوارع رئيسية، مثل E10، و E11، وE12، وشارع السلام الذي يمر بها ويقسمها إلى الشهامة القديمة والشهامة الجديدة.
تقع الشهامة على بعد حوالي 30 كم من وسط العاصمة أبوظبي، عند ملتقى الخطين السريعين إ 10 وإ 11 اللذين يربطان إمارة أبوظبي بإمارة دبي، وكانت المدينة تعرف سابقاً باسم بومريخة، إلى أن زارها المغفور له بإذن الله الشيخ زايد بن سلطان آل نهيان طيب الله ثراه في بداية الثمانينات، ملبياً دعوة أهلها إلى مأدبة غذاء تخللها احتفالات شعبية بقدومه وتشريفه، فأعجب - رحمه الله - بطيبة أهلها وكرمهم وشهامتهم، وأمر منذ ذلك الحين باستبدال اسم المدينة من بومريخة إلى الشهامة.
وتنقسم الشهامة إلى عدة مناطق أقدمها الشهامة القديمة التي تم بناؤها نهاية السبعينات، وتحيط بالشهامة عدة مناطق وهي الرحبة والباهية القديمة والباهية الجديدة والشليلة، وتعدّ من أهم المناطق بإمارة أبوظبي؛ لموقعها الإستراتيجي بين أبوظبي العاصمة ودبي، وتمتاز بوجود مستشفى الرحبة الذي يقع في منطقة الرحبة.
تحدث الأهالي عن التطور الكبير الذي شهدته مدينتهم، بفضل رعاية وتوجيهات القيادة الرشيدة، بحيث أصبحت مركز استقطاب لجميع الباحثين عن الإقامة في مكان هادئ تتوفر فيه كافة الخدمات الصحية والتعليمية والترفيهية، وهذا ما يفسر ارتفاع عدد سكانها بشكل كبير يقدر بأكثر من 80 ألف نسمة، كما كان للأهالي بعض الطلبات التي من شأنها تحسين واقع مدينتهم وتلبية احتياجاتهم المعيشية.
ترابط عائلي
توافد الناس إلى الشهامة «بومريخة» في نهاية السبعينات من القرن الماضي؛ حيث تم نقل العوائل التي كانت تسكن في منطقة المصفح الصناعية، إلى ما يعرف اليوم بالشهامة القديمة، وتوزيع الأراضي عليهم للبناء عليها، ومن ثم دارت عجلة الزمن، وأخذت المدينة تتطور تدريجياً، إلى أن أصبحت على ما هي عليه الآن من الاتساع وتوافر جميع الخدمات من مستشفى وعيادات صحية ومدارس وحدائق وطرق منظمة، الشهامة بما توفّره من مقومات الحياة العصرية شجعت أبناءها على الاستقرار بها وعدم التفكير بالانتقال إلى مكان آخر للعيش، لذلك تتميز الشهامة بأجوائها العائلية، فتجد في نفس الشارع يسكن الأب وأبناؤه وحتى أحفاده، مما يضفي رونقاً خاصاً على الحياة الاجتماعية التي لا تزال تتمتع بشيء من الحميمية والصدق والتماسك.
زيارات الشيخ زايد
الزيارات المتكررة للمغفور له بإذن الله الشيخ زايد بن سلطان آل نهيان - طيب الله ثراه - إلى الشهامة، وكم كان السكان يفرحون بقدومه ورؤيته بينهم، حيث كانت تدخل تلك الزيارات إلى قلوبهم السعادة الغامرة، خاصة أنه كان يحرص على الاستماع إلى مطالبهم وحاجاتهم التي سرعان ما تلبى، كانت الشهامة تتمتع في البدايات ببيئة طبيعية مميزة؛ حيث كانت تشتهر بانتشار الأرانب بكثرة، إلى جانب الثعالب التي كان من المألوف مشاهدتها باستمرار من قبل السكان المحليين، مضيفاً أن طقسها الذي يعتبر قليل الرطوبة مقارنة بأبوظبي العاصمة وانتشار المزارع فيها ساعد في ذلك الوقت على أن تكون ملاذاً آمناً ومناسباً للعديد من الكائنات الحية، لكن للأسف فإن التطور العمراني جاء على حساب هذه الحياة الطبيعية، وجعلها تندثر لتبقى مجرد ذكرى.
عقدة مواصلات
ما شهدته المنطقة من تطور يكاد يكون أقرب إلى الخيال، فلقد تحوّلت من قرية صغيرة جميع شوارعها ترابية، إلى منطقة تضم عقدة مواصلات مهمة بكل طرقها الواسعة وجسورها المتفرعة بكل اتجاه، مما أهلها لتصبح نقطة التقاء بين جميع المناطق المحيطة، ومن هنا تمّ تشييد محطة الباصات الخاصة بالشهامة، التي تنقل الركاب من وإلى العاصمة أبوظبي، وغيرها من المناطق في الإمارة.ولفت إلى أن عدداً كبيراً من الناس جاء إلى الشهامة وفضل السكن بها؛ نظراً لموقعها الجغرافي المهم، كما أنها نقطة التقاء بين عدة مناطق محيطة مثل الفلاح والباهية والشليلة وغيرها.
خدمات مميزة
حكومة أبوظبي لن تألو جهداً في توفير كافة الخدمات لسكان الشهامة، عبر مراكزها الحكومية التي تم تشييدها في المنطقة وفي مقدمتها بلدية الشهامة التي تغطي عدة مناطق محيطة مثل الفلاح، الشهامة (القديمة والجديدة)، المحلات التجارية، الرحبة، الشليلة، الباهية (أ، ب، البحرية)، الصدر، السمحة (شرق، غرب)، غنتوت، سيح الشعيب، مطار أبوظبي الدولي، العزب، المزارع وخط الساحل البحري.وأشار إلى أن الشهامة تتمتع بشبكة طرق عصرية، وتتوافر بها الحدائق العامة بكثرة، وكذلك تنتشر في كافة أرجائها المدارس بجميع حلقاتها ومراحلها الدراسية، كما يتوفر في الشهامة عيادات طبية متنوعة إلى جانب مستشفى الرحبة، وتنعم الشهامة بوجود أفرع لعديد من الهيئات الحكومية مثل الدفاع المدني وهيئة كهرباء ومياه أبوظبي والتي توفر على السكان عناء مراجعة المقرات الرئيسية في العاصمة، كما تضم المدينة مقارّ لبعض الأندية الرياضية مثل أكاديمية نادي الوحدة الرياضي الذي يهتم باكتشاف المواهب الواعدة وتنميتها.
الشهامة 2030 تضم 110 آلاف نسمة
تعرف خطة أبوظبي 2030 منطقة الشهامة، التي تضم المجتمعات السكانية الحالية للشهامة والباهية، على أنها بوابة مدينة أبوظبي؛ ولهذا السبب، تؤكد الخطة ضرورة أن تكتسي هذه المنطقة بطابع جميل مميز من خلال إبراز المباني وتجميل الأراضي والأماكن المهمة واللوحات الإرشادية.
ومن المتوقع زيادة عدد سكان منطقة الشهامة إلى 110 آلاف نسمة بحلول عام 2030 لذلك فإن خطة أبوظبي 2030 وضعت في تصورها مجموعة من الأمور بما يخص منطقة الشهامة، ومنها: تخطيط مساحات ضمن المجتمع السكاني، ليقام عليها مراكز ترفيهية ورياضية واجتماعية، ورفع مستوى البنية التحتية للنقل العام لتحسين ربط المنطقة بالمدن المجاورة وضمن نفس المنطقة، ورفع كفاءة شبكة الطرق الحالية لتحسين الترابط ضمن المنطقة والربط مع المدن المجاورة، وتوفير فرص عمل داخل المنطقة، وضمان الحفاظ على الثقافة والتراث، وتعزيز قدرة الاستقطاب التجاري للإيفاء باحتياجات الجميع، وإقامة مساحات عامة بجودة عالية قادرة على توفير بيئة آمنة للمشاة وقادرة في نفس الوقت على تنظيم مسألة المرور، مع تصميم وتجميل مناسب للأراضي، وتطوير مفهوم «الفريج» وترجمته إلى تصاميم يمكن تنفيذها في مساكن المواطنين.

ويتضمن المشروع التطويري لمنطقة الشهامة وفق خطة أبوظبي 2030 مرحلتين من التطوير، أولاً: تجديد الأحياء السكنية القائمة، وإقامة مركزين جديدين للمدينة، وتنفيذ مشروع تطوير شاطئ الباهية الساحلية، على المدى القصير، ثانياً: توسيع المجتمعات السكنية على المدى المتوسط والطويل سوف يتم تنفيذ المخطط الرئيسي للشهامة والباهية، طبقاً للتنسيق والمراحل المناسبة؛ لضمان إنشاء المجتمعات الكاملة لصالح سكان المنطقة.